# ليان كرشتون
ليان كرشتون (بالإنجليزية: Leanne Crichton)‏ هي لاعبة كرة قدم بريطانية، ولدت في 6 أغسطس 1987 في غلاسكو في المملكة المتحدة. شاركت مع منتخب اسكتلندا لكرة القدم للسيدات. أما مع النوادي، فقد لعبت مع نادي غلاسكو سيتي.

## وصلات خارجية
- ليان كرشتون على موقع الاتحاد الدولي (مؤرشف)  (الإنجليزية)
- ليان كرشتون على موقع الاتحاد الأوربي (الإنجليزية)
- ليان كرشتون على موقع الاتحاد الإسكتلندي (الإنجليزية)
- ليان كرشتون على موقع قاعدة بيانات كرة القدم.إي يو (الإنجليزية)
- ليان كرشتون على موقع Soccerway.com (الإنجليزية)